# Clive Calder
Pour les articles homonymes, voir Calder.
Clive Calder est un homme d'affaires et producteur de musique né le 13 décembre 1946 à Johannesburg en Afrique du Sud. Il est l'une des personnes les plus riches dans le domaine de la musique et sa fortune s'élèverait à environ 2,4 milliards de dollars américains en 2013 selon Forbes. 

## Biographie
Il déménage a Londres en 1975 puis cofonde la maison de disque Zomba Label Group. En 1981, il déplace Zomba à New York pour la publicité. 
Il crée ensuite le label Jive Records et signe des artistes internationaux tels que Britney Spears. Dans les années 1990, Jive signe les Backstreet Boys, NSYNC, R. Kelly et d'autres. 
En 2002, Clive Calder revend Zomba, qui était alors le plus grand label indépendant du monde, à Bertelsmann,, et Jive est déplacé chez RCA Records qui appartient à Sony Music. 
Clive Calder est marié et a deux enfants.

## Sources
1. ↑  « Clive Calder », Forbes, mars 2013
2. 1 2  (en) John Cassy, « Bertelsmann buys out Britney guru », The Guardian,‎ 27 novembre 2002 (lire en ligne)
3. ↑  (en) Allyson Lieberman, « He's the wizard of Jive 'secretive' clive calder sits on top of the music world », New York Post,‎ 19 novembre 2000 (lire en ligne)
4. ↑  (en) Martin Peers et Jennifer Ordonez, « BMG Looks to Lure Calder To Stay On After Zomba Sale », The Wall Street Journal,‎ 13 juin 2002 (lire en ligne)